# Především nikomu neublížím
Především nikomu neublížím (v anglickém originále ...First Do No Harm) je americký dramatický film z roku 1997. Režisérem filmu je Jim Abrahams. Hlavní role ve filmu ztvárnili Meryl Streep, Fred Ward, Seth Adkins, Allison Janney a Margo Martindale.

## Ocenění
Meryl Streep byla za svou roli v tomto filmu nominována na ceny Emmy, Zlatý glóbus a Satellite Award.

## Obsazení
| Meryl Streep      | Lori Reimuller   |
| Fred Ward         | Dave Reimuller   |
| Seth Adkins       | Robbie Reimuller |
| Allison Janney    | Melanie Abbasac  |
| Margo Martindale  | Marjean          |
| Oni Faida Lampley | Marsha Williams  |
| Leo Burmester     | Bob Purdue       |
| Tom Butler        | Jim Peterson     |